# Georgi Chkhaidze
Pas d'image ? Cliquez ici

a Compétitions nationales et continentales officielles uniquement.

b Matchs officiels uniquement.
Dernière mise à jour le 26 mai 2025.
Giorgi Chkhaidze (en géorgien : გიორგი ჩხაიძე), né le 20 août 1981 à Koutaïssi (Union soviétique), est un joueur international géorgien de rugby à XV évoluant aux postes de troisième ligne aile, troisième ligne centre et deuxième ligne.

## Biographie
Giorgi Chkhaidze obtient sa première cape avec la Géorgie le 3 février 2002 lors d'un match contre les Pays-Bas.
À la fin de la saison 2008-2009, il signe un contrat de deux ans avec le Montpellier HR.
Il compte également des sélections en équipe de Géorgie de rugby à sept.

## Palmarès

### En club
- Vainqueur du Championnat de France de 2e division en 2009 avec le Racing Métro 92.
- Finaliste du Championnat de France en 2011 avec le Montpellier HR.

### En équipe nationale
- Vainqueur du Championnat européen des nations en 2008, 2010, 2012, 2014 et 2016 avec l'équipe de Géorgie.

## Statistiques en équipe nationale
- 100 sélections en équipe de Géorgie.
- 35 points (7 essais).
- sélections par année : 4 en 2002, 6 en 2003, 2 en 2004, 2 en 2006, 10 en 2007, 5 en 2008, 5 en 2009, 7 en 2010, 9 en 2011, 7 en 2012, 11 en 2013, 8 en 2014, 8 en 2015, 8 en 2016, 6 en 2017.
- Participation à quatre Coupe du monde en 2003, 2007, 2011 et 2015.